# بوقاعه
بوقاعه (به عربی: بوقاعة) یک شهرداری در الجزایر است که در استان سطیف واقع شده‌است.